# Francesco Petronelli
Francesco Petronelli (* 26. Juli 1880 in Lecce; † 16. Juni 1947 in Trani) war römisch-katholischer Erzbischof von Trani e Barletta.

## Leben
Petronelli empfing am 19. Juli 1903 die Priesterweihe. Er studierte bis 1908 Theologie und war ab 1915 Pfarrer an der Kathedrale von Lecce.
Papst Pius XI. ernannte ihn am 18. Januar 1929 zum Bischof von Avellino. Die Bischofsweihe spendete ihm am 26. Mai desselben Jahres Carmelo Patané, Erzbischof von Otranto. Mitkonsekratoren waren Oronzo Luciano Durante, Bischof von San Severo, und Adolfo Verrienti, ehemaliger Prälat von Altamura-Gravina-Acquaviva delle Fonti. Papst Pius XII. ernannte Petronelli am 25. Mai 1939 zum Erzbischof von Trani e Barletta. Im September 1943, als Trani unter deutscher Besetzung stand, verhinderte er die Hinrichtung von 50 Einwohnern aus Trani, indem er sich selbst ebenfalls zur Hinrichtung stellte. Hierfür wurden er und sein Generalvikar Raffaele Perrone am 7. Oktober 1943 durch König Viktor Emanuel III. mit der italienischen Tapferkeitsmedaille in Silber ausgezeichnet.
Francesco Petronelli starb im Juni 1947, einen Monat vor seinem 67. Geburtstag.